# Wicres
Wicres é uma comuna francesa situada no departamento de Nord, região do Altos da França.